# Компаньон, Антуан
Антуан Компаньон (фр. Antoine Compagnon, род. 20 июля 1950, Брюссель) — французский литературовед бельгийского происхождения, профессор Коллеж де Франс (2006), член Французской академии (с 17 февраля 2022).

## Биография
Родился в Брюсселе в семье генерала Жана Компаньона. Ученик Ролана Барта. Был профессором в Колумбийском университете, Пенсильванском университете и Сорбонне, преподавал в Оксфорде. Член Высшего совета по образованию (2006). Командор Ордена академических пальмовых ветвей.
Автор двух романов.

## Книги
- La Seconde main ou le travail de la citation, Seuil, 1979
- Nous, Michel de Montaigne, Seuil, 1980
- La Troisième République des Lettres, Seuil, 1983
- Proust entre deux siècles, Seuil, 1989
- Les Cinq Paradoxes de la modernité, Seuil, 1990
- Chat en poche : Montaigne et l’allégorie, Seuil, 1993
- Connaissez-vous Brunetière?, Seuil, 1997
- Le Démon de la théorie, Seuil, 1998 (русский перевод: Демон теории, 2001)
- Baudelaire devant l’innombrable, PUPS, 2003
- Les Antimodernes, de Joseph de Maistre à Roland Barthes, Gallimard, 2005